# Mark Dacascos
Mark Dacascos est un acteur américain, né le 26 février 1964 à Honolulu (Hawaï).

## Biographie
Né à Honolulu le 26 février 1964, Mark Dacascos grandit à Hambourg en Allemagne, où il apprend les arts martiaux dès l'âge de quatre ans. À l'âge de neuf ans, il remporte son premier tournoi international. Ses origines sont très variées : japonaises et irlandaise par sa mère, chinoises, philippines, espagnoles par son père. Les arts martiaux lui sont enseignés par ses parents, tous deux professeurs. Son père, Al Dacascos, est le fondateur de l'art martial Wun Hop Kuen Do. Mark Dacascos maîtrise désormais huit arts martiaux différents, dont celui enseigné par son père, la gymnastique qu'il a apprise dès son plus jeune âge, le Kung fu wu shu et la capoeira, art martial brésilien qu'il apprit avec Amen Santo, son professeur dans le film Only the Strong (1993). Ce dernier fut le chorégraphe des scènes de combat du film et également l'entraîneur de tous les acteurs pratiquant la capoeira dans le film.
Après Only the Strong qui le révèle en 1993, il tient la vedette en 1995 dans Crying Freeman, l'adaptation du manga Crying Freeman par Christophe Gans. Il retrouve ce même réalisateur pour le film français Le Pacte des loups. Il est le héros de Double dragon, croise Marlon Brando dans L'Île du docteur Moreau, Charlie Sheen dans Onde de choc ou Jet Li dans En sursis. Mais il enchaîne rapidement les films d'action direct-to-video.
Il est marié depuis le 5 janvier 1998 à l'actrice Julie Condra, qu'il a rencontrée sur le tournage de Crying Freeman. Ils ont eu un fils, né le 31 décembre 2000, prénommé Makoalani Charles Dacascos, puis un second garçon, Kapono, et une fille prénommée Noelani.
Depuis 2005, Dacascos est le présentateur de l'émission Iron Chef America, diffusée sur Food Network.
Il a participé à la saison 9 de l'émission américaine Dancing with the Stars, en 2009. Il a été éliminé après 44 jours de compétition.
En 2010, il prend le rôle du criminel Wo Fat dans la série Hawaï 5-0, remake de Hawaï police d'État, ennemi du commandant Steve McGarrett pendant 5 saisons.
En 2019, Dacascos est à l'affiche du film d'action John Wick Parabellum où il interprète Zero, un tueur et adversaire de Wick.
L'année 2024 sera marquée par Jade, aux côtés de Mickey Rourke, qui sortira en digital le 8 mai 2024.

## Filmographie

### Cinéma
- 1990 : Angel Town, de Eric Karson
- 1991 : Échec et meurtre (Dead On the Money), de Mark Cullingham (DTV)
- 1992 : American Samurai (La Loi du samouraï), de Sam Firstenberg (DTV)
- 1993 : Only the Strong, de Sheldon Lettich
- 1993 : Roosters, de Robert M. Young
- 1994 : Dragstrip Girl, de Mary Lambert
- 1994 : Double Dragon, de James Yukich
- 1995 : Deadly Past, de Tibor Takács
- 1995 : Kickboxer 5 : Le Dernier Combat (Kickboxer 5), de Kristine Peterson (DTV)
- 1995 : Crying Freeman, de Christophe Gans
- 1996 : L'Île du docteur Moreau (The Island of Dr. Moreau), de John Frankenheimer
- 1996 : Sabotage, de Tibor Takács
- 1997 : Sanctuary, de Tibor Takács
- 1997 : ADN, de William Mesa
- 1997 : Deathline (Redline) de Tibor Takács : Merrick
- 1997 : Drive, de Steve Wang
- 1998 : Un homme en enfer (Boogie Boy), de Craig Hamann (DTV)
- 1998 : Onde de choc (No Code of Conduct), de Bret Michaels (TV)
- 1999 : The Base, de Mark L. Lester (DTV)
- 2000 : China Strike Force, de Stanley Tong
- 2001 : Le Pacte des loups, de Christophe Gans
- 2001 : Instinct to Kill, de Gustavo Graef-Marino (DTV)
- 2002 : Impact imminent (Scorcher), de James Seale (DTV)
- 2003 : En sursis (Cradle 2 the Grave), de Andrzej Bartkowiak
- 2004 : Nomad, de Sergei Bodrov et Ivan Passer
- 2005 : Junior Pilot, de James Becket (DTV)
- 2005 : Alerte solaire (Solar Strike), de Paul Ziller (DTV)
- 2006 : L'Honneur des guerriers (Only the Brave), de Lane Nishikawa (DTV)
- 2006 : Opération Eagle One (The Hunt for Eagle One), de Brian Clyde (DTV)
- 2006 : Opération Eagle One 2 (The Hunt for Eagle One: Crash Point), de Henry Crum (DTV)
- 2007 : Nom de code : The Cleaner (Code Name: The Cleaner), de Les Mayfield
- 2007 : Alien invasion (Alien agent), de Jesse Johnson (DTV)
- 2007 : I Am Omega, de Griff Furst (DTV)
- 2009 : Serbian Scars, de Brent Huff (DTV)
- 2009 : Les Immortels de la nuit (Wolvesbayne), de Griff Furst (DTV)
- 2010 : Commando de l'ombre (Shadows in Paradise), de J. Stephen Maunder (DTV)
- 2010 : Action Hero, de Brian Thompson (DTV)
- 2011 : The Lost Medallion: The Adventures of Billy Stone, de Bill Muir (DTV)
- 2013 : Mortal Kombat: Legacy, de Kevin Tancharoen (web-série)
- 2014 : Opération coup de poing  (Operation Rogue) de Brian Clyde (DTV)
- 2015 : To Have and to Hold, de Ray Bengston
- 2016 : Maximum Impact d'Andrzej Bartkowiak (DTV)
- 2016 : Ultimate Justice de  Martin Christopher Bode (DTV)
- 2016 : Showdown in Manila, de Mark Dacascos (DTV)
- 2019 : John Wick Parabellum de Chad Stahelski : Zero
- 2019 : Lucky Day de Roger Avary : Louis
- 2019 : The Driver de Wych Kaosayananda (DTV)
- 2020 : One Night in Bangkok de Wych Kaosayananda (DTV)
- 2020 : Assault on VA-33 de Christopher Ray (DTV)
- 2022 : 47 Ronin : Le Sabre de la vengeance de Ron Yuan : Shinshiro
- 2023 : Les Chevaliers du Zodiaque (聖闘士星矢 The Beginning, Knights of the Zodiac?) de Tomasz Bagiński : Mylock

### Télévision

#### Séries télévisées
| Année     | Série                           | Rôle                         | Saison(s) | Épisode(s)             |
| --------- | ------------------------------- | ---------------------------- | --------- | ---------------------- |
| 1987      | Hôpital central                 | Cadet Police                 | 1         | 5823, 6202, 6204, 6206 |
| 1990      | Docteur Doogie                  | Julian                       | 1         | 25                     |
| 1990      | Flash                           | Osako                        | 1         | 07                     |
| 1990      | Vic Daniels, flic à Los Angeles | Kevin Chow                   | 1         | 25                     |
| 1994      | Les Contes de la crypte         | Felix                        | 6         | 07                     |
| 1996      | Waikiki Ouest                   | Moku                         | 2         | 07                     |
| 1998      | The Crow                        | Eric Draven                  | 1         | Tous                   |
| 1999      | Le Flic de Shanghaï             | Steven Garth                 | 2         | 05                     |
| 2001      | Les Experts                     | Ananda                       | 2         | 17                     |
| 2007      | Stargate Atlantis               | Tyre                         | 4         | 03                     |
| 2008      | Stargate Atlantis               | Tyre                         | 5         | 03                     |
| 2008      | The Middleman                   | Sensei Ping                  | 1         | 03                     |
| 2008      | The Bruce Lee Story             | Muay Thai boxer King Charles |           |                        |
| 2009      | Kamen Rider Dragon Knight       | Eubulon                      | 1         | 32 à 40                |
| 2010-2014 | Hawaii 5-O                      | Wo Fat                       | 1 à 5     | 15 épisodes            |
| 2014      | Chicago Police Department       |                              | 1         | Épisode 8              |
| 2015      | Marvel : Les Agents du SHIELD   | Giyera                       | 3         | 11 épisodes            |
| 2016      | Lucifer                         | Kimo Vanzandt                | 2         | Épisode : "Weaponizer" |
| 2019      | Wu Assasin                      | Monk                         | 1         | Tous                   |
| 2023      | Warrior                         | Kong Pak                     |           |                        |

## Voix françaises
| - Jean-Philippe Puymartin dans : - Crying Freeman - The Crow (série télévisée) - China Strike Force - Impact imminent (téléfilm) - Stargate Atlantis (série télévisée) - Opération Eagle One (téléfilm) - Alerte solaire (téléfilm) - Alien invasion (téléfilm) - Hawaii 5-0 (série télévisée) - Lucifer (série télévisée) - John Wick Parabellum - Lucky Day - 47 Ronin - Le Sabre de la vengeance | - Laurent Morteau dans : - Marvel : Les Agents du SHIELD (série télévisée) - Coach en mariage et... célibataire ! (téléfilm) - Coach en mariage et... amoureuse (téléfilm) - Run & Gun - Les Chevaliers du Zodiaque - Christian Bénard dans - Double Dragon - Kickboxer 5 : Le Dernier Combat Et aussi - Pascal Légitimus dans Only the Strong - Vincent Ropion dans En sursis - Martial Le Minoux dans One Night in Bangkok |